# Campeonato Africano de Atletismo de 2014 - Revezamento 4x400 m masculino
A prova dos 4 x 400 metros estafetas masculino do Campeonato Africano de Atletismo de 2014 foi disputada no dia 14 de agosto de 2014 no Estádio de Marrakech  em Marrakech, no Marrocos. Participaram da prova 7 equipes. 

## Recordes
Antes desta competição, os recordes mundiais e do campeonato nesta prova eram os seguintes:
|                       | Nome                                                                      | Nacionalidade  | Tempo     | Local     | Data                   |
| --------------------- | ------------------------------------------------------------------------- | -------------- | --------- | --------- | ---------------------- |
| Recorde mundial       | Nesta Carter, Andrew Valmon, Quincy Watts Butch Reynolds, Michael Johnson | Estados Unidos | 2m 54s 29 | Estugarda | 22 de agosto de 1993   |
| Recorde do campeonato | Julius Sang, Tito Sawe Alfred Nyambane, David Kitur                       | Quênia         | 3m 01s 86 | Cairo     | 18 de agosto de 1985   |
| Recorde africano      | Clement Chukwu, Jude Monye Sunday Bada, Enefiok Udo-Obong                 | Nigéria        | 2m 58s 68 | Sydney    | 30 de setembro de 2000 |

## Medalhistas
| Ouro                                                                     | Prata                                                                | Bronze                                                                 |
| Botswana · Pako Seribe · Nijel Amos · Leaname Maotoanong · Isaac Makwala | Nigéria · Noah Akwu · Robert Simmons · Miles Ukaoma · Amaechi Morton | Quênia · Mark Mutai · Solomon Buoga · Nicholas Bett · Boniface Mucheru |

## Cronograma
Todos os horários são locais (UTC+1).
| Data         | Hora  | Evento |
| ------------ | ----- | ------ |
| 14 de agosto | 21:25 | Final  |

## Resultado final
| Posição           | Nacionalidade | Atletas                                                                     | Tempo   | Notas            |
| ----------------- | ------------- | --------------------------------------------------------------------------- | ------- | ---------------- |
| Medalha de ouro   | Botswana      | Pako Seribe, Nijel Amos, Leaname Maotoanong, Isaac Makwala                  | 3:01.89 | Recorde nacional |
| Medalha de prata  | Nigéria       | Noah Akwu, Robert Simmons, Miles Ukaoma, Amaechi Morton                     | 3:03.09 |                  |
| Medalha de bronze | Quênia        | Mark Mutai, Solomon Buoga, Nicholas Bett, Boniface Mucheru                  | 3:07.35 |                  |
| 4                 | Argélia       | Miloud Laradj, Youcef Tahinkat, Skander Djamil Athmani, Soufiane Bouhadda   | 3:10.04 |                  |
| 5                 | Etiópia       | Gebra Galcha, Abduljebar Hussen, Fikiru Abu, Haji Turie                     | 3:11.27 |                  |
| 6                 | Marrocos      | Mustapha Ghizlane, Younés Belkaifa, Abdelhadi Messaoudi, Soufiane Messaoudi | 3:12.10 |                  |
| 7                 | Gana          |                                                                             | DNS     |                  |

Legenda
| Recorde mundial       | Recorde mundial (World record)               |                       | Recorde africano                      | Recorde africano (African) |                                           | Q | Classificado por posição (Qualified) |
| Recorde do campeonato | Recorde do campeonato (Championship record)  | Recorde da América    | Recorde da América (Americas)         | q                          | Classificado por melhor tempo (Qualified) |   |                                      |
| Melhor marca do ano   | Melhor marca do ano (World leading)          | Recorde asiático      | Recorde asiático (Asian)              | DNS                        | Não largou (Did not start)                |   |                                      |
| Recorde nacional      | Recorde nacional (National record)           | Recorde europeu       | Recorde europeu (European)            | DNF                        | Não terminou (Did not finish)             |   |                                      |
| Recorde pessoal       | Recorde pessoal do atleta (Personal best)    | Recorde da Oceania    | Recorde da Oceania (Oceania)          | DSQ / DQ                   | Desclassificado (Disqualified)            |   |                                      |
| Recorde da temporada  | Recorde da temporada do atleta (Season best) | Recorde sul-americano | Recorde sul-americano (South America) | NM                         | Sem marca (No mark)                       |   |                                      |